# Artavasdes II d'Armènia
|  | Per a altres significats, vegeu «Artavasdes». |

Artavasdes II (en armeni Արտավազդ Բ) va ser rei d'Armènia des de potser el 123 aC al 95 aC. Hauria succeït al seu pare Tigranes I. La cronologia dels artàxides en aquesta època encara no és prou clara.
En el segle ii aC, Armènia, amb la recent instaurada dinastia artàxida, s'havia expandit tant que només els selèucides havien contingut aquest avanç amb la victòria d'Antíoc IV l'any 165 aC sobre Artaxes I. A l'est, havia guanyat la Mèdia Atropatene però el final d'aquest segle va veure la pujada de poder del veí persa sota els governants parts, que culmina en la persona del rei part Mitridates II. L'existència d'Artavasdes II no és prou clara però la sostenen autors com Grousset i Édouard René Will, i supose nque Artavasdes era fill del rei Tigranes I i el seu regnat seria contemporani amb el del gran rei part Mitridates II. L'historiador armeni Krikor Jacob Basmadjian ja va adoptar una vista similar a principis del segle xx situant a Artavasdes II com el quart rei de la dinastia Artàxida entre Tigranes I i Tigranes II (sense pronunciar-se sobre els llaços de parentiu), amb un regnat des del 123 aC al 95 aC.
Al final del regnat de Mitridates II el 97 aC els parts van atacar Armènia i en van sortir victoriosos. Evocant aquesta batalla en la seua Història universal, Justí esmenta Artavasdes amb el nom d'Ortoadiste. Després d'aquesta derrota, Artavasdes va esdevenir vassall dels Parts, que van prendre com a ostatges al príncep hereu, el futur rei Tigranes II, fill d'Artavasdes (el que és incompatible amb una declaració d'Apià segons la qual el pare de Tigranes II era un altre Tigranes) o doncs germà d'Artavasdes II.

## Les hipòtesis alternatives
Identificar Artavasdes ja plantejava preguntes al segle xix: així, Antoine-Jean de Sant-Martin, un pioner de la armeniologia francesa rebutja la identificació del Ortoadiste de Justí amb Artavasdes II (ja que el tradicional Artavasdes II va regnar del 55-34 aC), i advertia em quant a l'autor llatí de "un espai de seixanta anys" entre la derrota contra Mitridates i el regnat d'Artavasdes II.
Historiadors recents, com Cyril Toumanoff o Nina Garsoïan, no accepten aquesta versió de la línia de temps i fan a l'artàxida Tigranes I el pare i predecessor de Tigranes II. Nina Garsoïan, Marie-Louise Chaumont i Giusto Traina, el rei derrotat per Mitridates i esmentat per Justí era Artavasdes I. Per als historiadors que no reconeixen l'existència d'aquest Artavasdes II, la designació "Artavasdes II" es refereix, per tant, a l'Artavasdes rei d'Armènia entre els anys 55 aC i 34 aC.

## Mort i successió
El seu regnat no va poder allargar-se en tot cas més enllà del 95 aC any que hauria mort i llavors Tigranes II va recuperar la llibertat a canvi de cessions territorials i va accedir al tron amb el nom de Tigranes II d'Armènia, anomenat el Gran.